# Todo Duro x Holyfield
Todo Duro x Hollyfield é a maior rivalidade da história do boxe brasileiro. O fato de nem Luciano Todo Duro, nem Reginaldo Hollyfield, jamais terem atingido uma superioridade expressiva sobre o rival, temperado pela rixa entre baianos e pernambucanos, alçou este duelo à condição de "maior clássico do boxe brasileiro" — sendo comparado até, com a reserva das devidas proporções técnicas, a outras rivalidades do boxe, como: Ali x Foreman, Tyson x Hollyfield (a quem o pugilista baiano presta homenagem) ou Mayweather x Pacquiao.
A rivalidade entre os dois ficou caracterizada por pirraças, trocas de insultos e até brigas com luta corporal em pesagens e programas de televisão. O ápice da disputa entre eles aconteceu em 2001, durante uma entrevista no estúdio da TV Globo Nordeste em Recife, onde ambos os pugilistas se atacaram ao vivo e acabaram derrubando o jornalista Rembrandt Júnior.
Os lutadores rechaçaram a fama de que a rivalidade entre eles seria apenas jogo de cena.

Isso aqui não é brincadeira. É pessoal entre eu e ele.— Reginaldo Holyfield
Esta rivalidade foi contada em um documentário, intitulado A Luta do Século, que foi dirigido pelo cineasta baiano Sérgio Machado. Em abril de 2015, na época da assinatura de contrato para a luta desempate que foi contada neste documentário, os rivais chegaram a fazer uma prévia do embate. A confusão começou após Todo Duro entregar uma coroa de flores a Hollyfield e tentar acertar um soco no inimigo. Durante a briga, Hollyfield acabou abrindo o corte que levou após uma briga com ambulantes no centro de Salvador.

## Confrontos
- 1993: Luta em Recife. Vitória de Luciano Todo Duro por pontos.[8]
- 1997: Revanche em Salvador. A pesagem para este confronto, ocorrida no Hotel Catussaba, acabou em confusão.[9] Na luta, Reginaldo Hollyfield venceu por nocaute no 7.º assalto;[8] Luciano "Todo Duro" teve de deixar o ginásio sob uma chuva de cadeiras.[9]
- 1998: O desempate ocorreu também em Salvador. Hollyfield nocauteou o rival no 5.º assalto;[8]
- 2001: O confronto voltou para Recife. Todo Duro aplica um nocaute fulminante no 2.º assalto;[8]
- 2002: A revanche foi, mais uma vez, em Salvador. Este duelo pôs em disputa o título brasileiro dos meio-pesados.[9] Todo Duro derrubou Hollyfield, deixando-o desacordado, no 7.º assalto.[8]
- 2004: A sexta luta ocorreu em Barreiras, Bahia. Hollyfield venceu por pontos,[8] empatando o confronto em 3 a 3.
- 2015: A chamada A Luta do Século terminou com vitória por pontos de Todo Duro.[10]

## Na cultura popular
Além do já mencionado filme A Luta do Século, esta rivalidade é narrada também no documentário Vou Estraçaiá, que conta a história de Luciano Todo Duro. Os fãs de Reginaldo Hollyfield, enciumados, e para não ficar para trás, resolveram, então, fazer um documentário sobre o Hollyfield, intitulado Reginaldo Hollyfield, o Miseravão.